# Victoraș Astafei
Victoraș Astafei, właśc. Victor Stelian Astafei (ur. 6 lipca 1987 w Târgu Mureș) – rumuński piłkarz występujący na pozycji skrzydłowego w rumuńskim klubie Unirea Ungheni. Wychowanek Olimpii Târgu Mureș. Jest również raperem i tworzy pod pseudonimem Ăsta. W roku 2016 wydał własnym nakładem, swój debiutancki album Sunt aici să mă satur.

## Sukcesy

### Klubowe
HNK Gorica
- Mistrzostwo 2. HNL: 2017/2018

CSM Târgu Mureș
- Mistrzostwo Ligi IV Mureș: 2017/2018

## Dyskografia

### Albumy
- 2016: Sunt aici să mă satur